# Сэнтрал Тауэр
Сэ́нтрал Та́уэр, Central Tower (монг. Сэнтрал Тауэр, монг. Төв цамхаг; рус. центральная башня) — здание высотой 107 м в Улан-Баторе, Монголия. Является офисным зданием первого класса, расположенном в деловом центре монгольской столицы. В основном предназначается для транснациональных корпораций и компаний сферы услуг. 6-е по высоте здание в Монголии.
Находится на восточной стороне площади Чингисхана, рядом с Дворцом правительства, Дворцом культуры и Театром оперы и балета. Перед зданием находится памятник Марко Поло.